# Ambika
Ambika é um personagem da mitologia hindu.
1. A irmã de Rudra, muitas vezes identificava-se como Urns.
2. Velha viúva de Vichitra Virya e mãe de Dhritarashtra de acordo com Vyasa.  